# Confessio Virtembergica

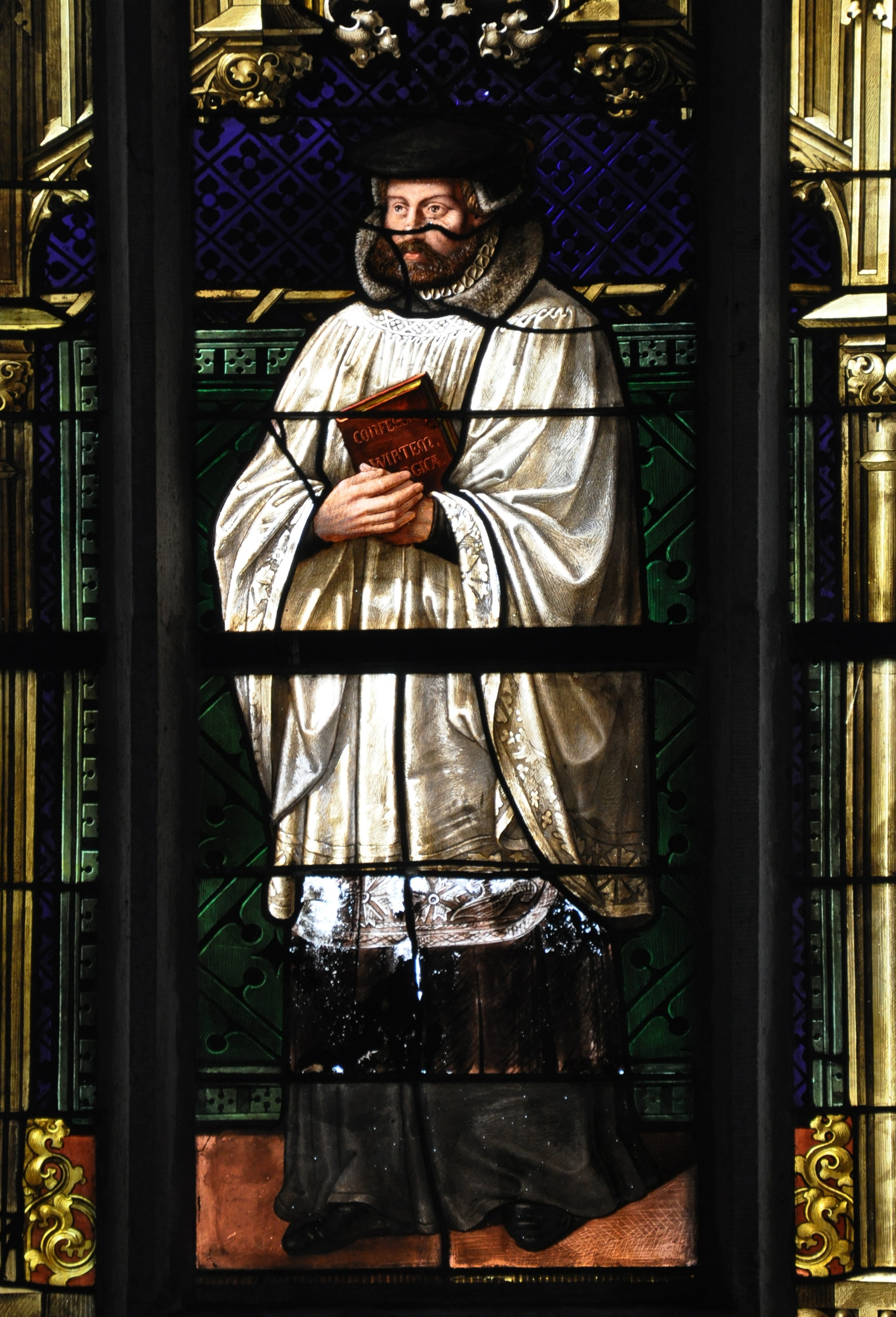
Johannes Brenz mit der Confessio Virtembergica (Reformatorenfenster, Stadtkirche Ravensburg)

Die Confessio Virtembergica (deutsch Württembergisches Bekenntnis) ist eine vor allem von Johannes Brenz verfasste lutherische Bekenntnisschrift, die 1552 dem Konzil von Trient vorgelegt wurde. 

## Entstehung und Verbreitung
Die Confessio Virtembergica wurde 1551 von dem Reformator Johannes Brenz im Auftrag von Herzog Christoph von Württemberg als Antwort auf das Konzil von Trient herausgegeben. An ihrer Erstellung und Verbreitung wirkten unter anderem Matthäus Alber, Jacob Beurlin, Andreas Cellarius, Jacob Heerbrand und Johann Isenmann mit. 
Im Jahr 1552 wurde die Confessio Virtembergica als einziges evangelisches Bekenntnis dem Konzil von Trient übergeben. 1553 wurde sie obligatorisches Bekenntnis für die evangelische Kirche Württembergs. Sie ist ein eindrückliches Dokument, weil darin versucht wird, aus einer evangelischen Perspektive mit der katholischen Gegenseite zu kommunizieren. Sie hatte vor allem auf die württembergischen Kirchenordnungen von 1559 Auswirkungen, aber auch auf die Kirchenordnungen anderer Gebiete. 